# Tengiz Kitovani
Tengiz Kitovani (Georgisch: თენგიზ კიტოვანი) (Tbilisi, 9 juni 1938 – 13 november 2023) was een Georgisch politicus en militair leider, die zijn carrière begon als kunstenaar. Van 22 december 1991 tot 6 januari 1992 voerde hij met Dzjaba Ioseliani een bloedige staatsgreep uit tegen president Zviad Gamsachoerdia.

## Biografie
Kitovani studeerde in 1967 af aan de Academie voor schone kunsten te Tbilisi waarna hij tot 1969 hoofdartiest was van het Staatsreclamebureau van Tbilisi. Hij werd docent aan een kostschool in het zuid-Georgische stadje Tetritskaro. Hij reed een man dood waarvoor hij 12 jaar gevangenisstraf kreeg.

### Politiek
Pas in 1990 trad Kitovani toe tot de Georgische politiek, door zich aan te sluiten bij de onafhankelijkheidsbeweging. Op 28 oktober 1990 werden de eerste meerpartijenverkiezingen in de Georgische Sovjetrepubliek gehouden. De alliantie Ronde Tafel — Vrij Georgië onder leiding van Zviad Gamsachoerdia versloeg de Georgische Communistische Partij, en Kitovani werd namens de Ronde Tafel in de Opperste Sovjet gekozen voor het district Saboertalo in Tbilisi. Partijvoorzitter en voormalig dissident Gamsachoerdia werd voorzitter van de Opperste Sovjet.
Gamsachoerdia benoemde Kitovani tot opperbevelhebber van de in december 1990 opgerichte Nationale Garde. Georgië verklaarde op 9 april 1991 de onafhankelijkheid en Gamsachoerdia werd op 26 mei 1991 tot president gekozen. Hij kreeg echter snel conflicten met zijn regering en premier Tengiz Sigoea nam in augustus 1991 ontslag. Na de staatsgreep in Moskou kreeg Gamsachoerdia een diep conflict met Kitovani toen hij de status van de Nationale Garde wilde degraderen. De opstandige Kitovani weigerde het bevel van Gamsachoerdia op te volgen en kampeerde met circa 15.000 gardisten onder zijn bevel eerst in de Rkoni-vallei Rkonikloof in het Trialetigebergte, 50 kilometer ten westen van Tbilisi, en later bij het grote reservoir van Tbilisi.

### Staatsgreep

Gevechten bij het parlement.

Op 22 december 1991 vond er een gewapende staatsgreep plaats door een aanval van milities onder leiding van Kitovani op het parlement waar de regering en president Gamsachoerdia zich verschansten die werden verdedigd door de Nationale Garde. Voormalig premier Tengiz Sigoea nam een hotel in vlak bij het parlement in de Roestavelilaan van Tbilisi, dat diende als coördinatiecentrum van de oppositie. Het beleg van het parlement duurde twee weken, kostte aan meer dan 100 mensen het leven en resulteerde in de vlucht van Gamsachoerdia naar het buitenland op 6 januari 1992. Kitovani werd met Dzjaba Ioseliani, leider van de Mchedrioni-militie, voorzitter van een tijdelijke Militaire Raad die ze tijdens de staatsgreep oprichtten en die het land tot maart van dat jaar zou regeren. Edoeard Sjevardnadze werd door de leiders van de staatsgreep naar Georgië gehaald en ging vanaf maart 1992 de Staatsraad leiden, waar Kitovani zitting in nam.
Bij de parlementsverkiezingen van oktober 1992 werd Kitovani gekozen namens het district Bolnisi en nam hij vervolgens als minister van Defensie zitting in de regering van Sjevardnadze. In die hoedanigheid had hij de leiding over de Georgische strijdkrachten in het conflict in Abchazië, dat in 1992 hevig oplaaide. Kitovani trok zich niet veel aan van de opdrachten van Sjevardnadze, en met name in Abchazië handelde hij naar eigen inzicht. Zo kreeg hij in augustus 1992 de opdracht de Abchazische spoorweg te beschermen, onder meer voor Armeense transporten, maar raakte Kitovani in gevecht met Abchazische milities en rukte op naar Soechoemi.Historici stellen dat ondanks gebrek aan sluitend bewijs in archieven alles er op wijst dat Kitovani in opdracht van de Russische veiligheidsdiensten handelde. In een poging zijn tanende gezag te herstellen werd Kitovani in mei 1993 door Sjevardnadze ontslagen, samen met de al even recalcitrante Ioseliani.

### Tegen Sjevardnadze
Na zijn ontslag richtte Kitovani met de voormalige premier Tengiz Sigoea de oppositiepartij Nationaal Front op. In januari 1995 ondernam hij met voormalige leden van de Nationale Garde op persoonlijke titel een poging om Abchazië terug te veroveren. Hij werd door het Georgische leger ontwapend en gevangengezet. In 1996 werd hij tot een gevangenisstraf van acht jaar veroordeeld op grond van het oprichten van een onwettige gewapende organisatie. Hij ondernam in februari 1999 een hongerstaking om heropening van het proces te forceren. Op 22 mei 1999 verleende president Sjevardnadze hem om gezondheidsredenen amnestie. Hij slaagde er sindsdien niet meer in om nog invloed te krijgen in de Georgische politiek. 

### Nadagen
Na zijn vrijlating woonde Kitovani in Moskou, maar keerde in 2012 terug naar Tbilisi. In 2014 zei Kitovani in een interview dat president Giorgi Margvelasjvili zijn Georgische nationaliteit had ingetrokken. Kitovani had naast de Georgische nationaliteit ook de Russische. De Georgische wet staat een dubbele nationaliteit niet toe. Kitovani overleed in 2023 op 85-jarige leeftijd.